# Mirzə Fətəli Axundov
Mirzə Fətəli Axundov (psán též Mirza Fatali Achundov; 12. července 1812 Nuxa – 10. března 1878 Tiflis) byl ázerbájdžánský spisovatel, dramatik, literární kritik, lingvista, nacionalista, postosvícenský filozof a propagátor ateismu.

## Život
Zahájil novou fázi vývoje ázerbájdžánské literatury a byl autorem prvního návrhu, jak psát turkický jazyk latinkou. Byl také jedním z předchůdců moderního íránského nacionalismu. Psal ázerbájdžánsky, persky a rusky.

## Filozofie
Základem Axundových filozofických názorů je učení o bytí jako jednotné materiální substanci. Podle sovětských historiků filozofie byl Axundovův ateismus omezený, osvícenský, protože nebyl schopen materialisticky objasnit vznik náboženství a jeho sociální kořeny.